# Gobernador Gregores Aerodrome
Gobernador Gregores Aerodrome är en flygplats i Argentina. Den ligger i den södra delen av landet, 1 900 km sydväst om huvudstaden Buenos Aires. Gobernador Gregores Aerodrome ligger 358 meter över havet.
Terrängen runt Gobernador Gregores Aerodrome är varierad. Trakten runt Gobernador Gregores Aerodrome är nära nog obefolkad, med mindre än två invånare per kvadratkilometer.. Närmaste större samhälle är Gobernador Gregores, 6,9 km nordväst om Gobernador Gregores Aerodrome.
Omgivningarna runt Gobernador Gregores Aerodrome är i huvudsak ett öppet busklandskap.